# Startupxplore
Startupxplore és una plataforma especialitzada en inversió xicoteta empresarial mitjançant micromecenatge amb seu a València fundada el 2014 per Javier Megias i Nacho Ormeño. És similar, sinó considerada una imitació o clon, de la plataforma americana AngelList. Inclou unes 3.000 empreses, sent considerada la "comunitat online de startups i inversors" més gran d'Espanya i amb més activitat d'Europa. Pertany a l'empresa Startup Ventures. El projecte web començà amb 100.000 euros de capital. En setembre del 2015 ocorregué la segona ronda d'inversió on participaren Bankinter, Cabiedes & Partners, Carlos Domingo, Yago Arbeloa, l'IVACE i Fraçois Derbaix, aconseguint 210.000 euros. Aquesta inversió implica l'entrada al mercat espanyol dels sindicats d'inversió. EL 2017 rebé el vistiplau de la Comissió Nacional del Mercat de Valors com a plataforma de finançament participativa.
A través del seu blog s'informa de les tendències inversores d'empreses emergents i es realitzen entrevistes.
El seu model de negoci consisteix en el fet que "la plataforma es queda amb una comissió del 5% en l'operació, i un 1% addicional en cas que hi haja plusvàlues.